# مقبض الباب

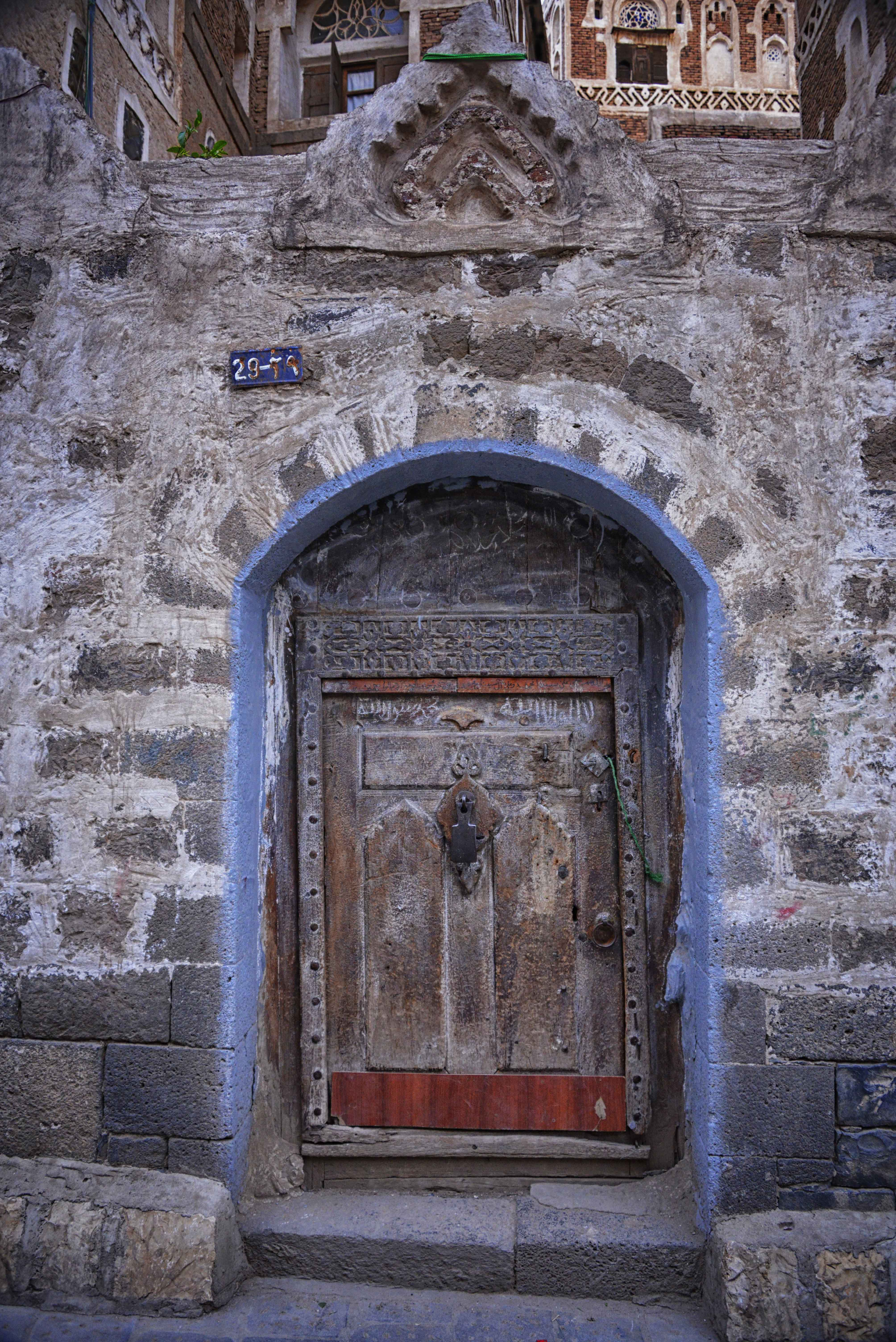
باب قديم ذو عروة يؤدي إلى ساحة داخلية في صنعاء

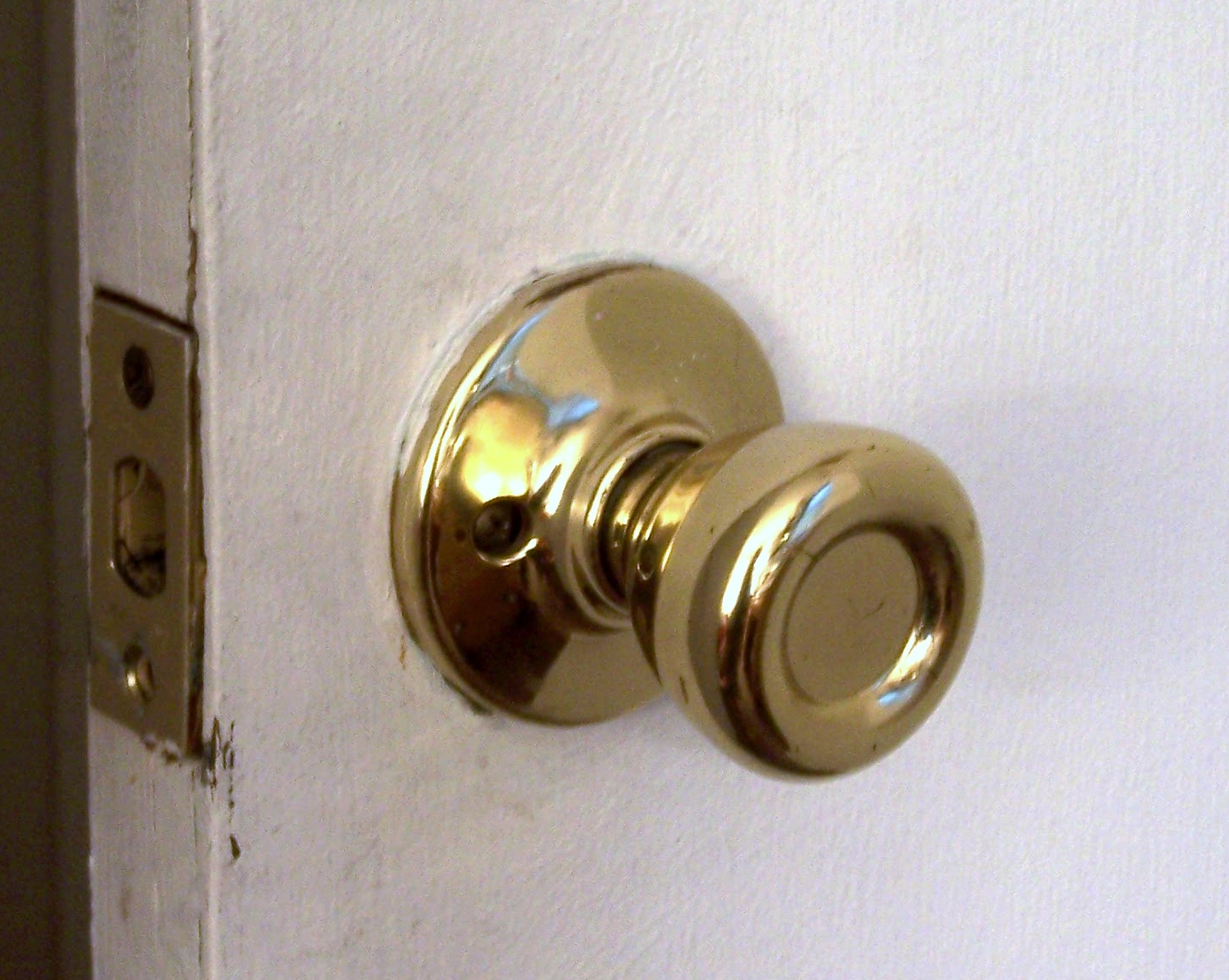
مقبض باب حديث.

مقبض الباب أو عروة الباب أو يد الباب ممسك يسمح بسحبه ليُفتح وله أنواع متعددة.

## صور

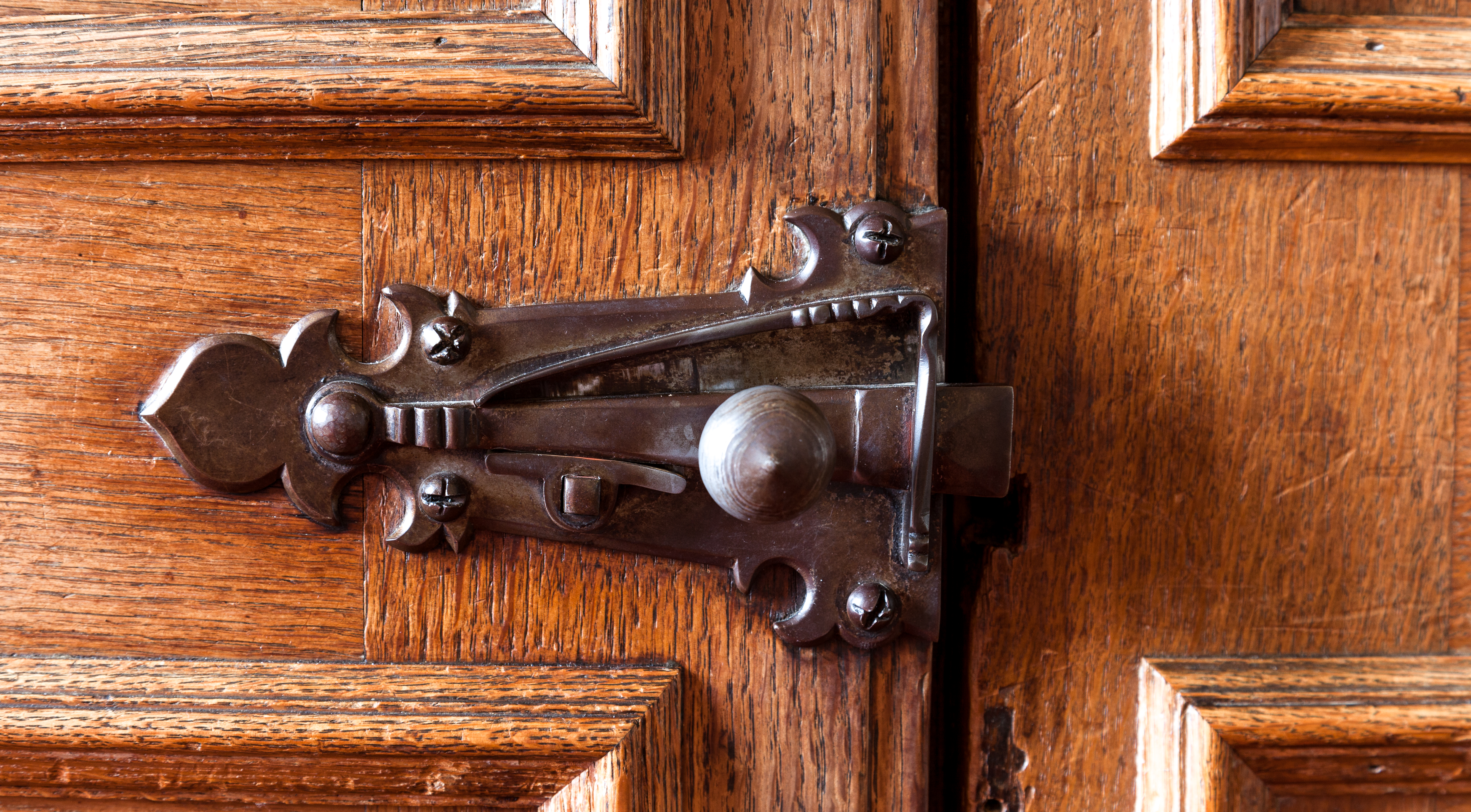
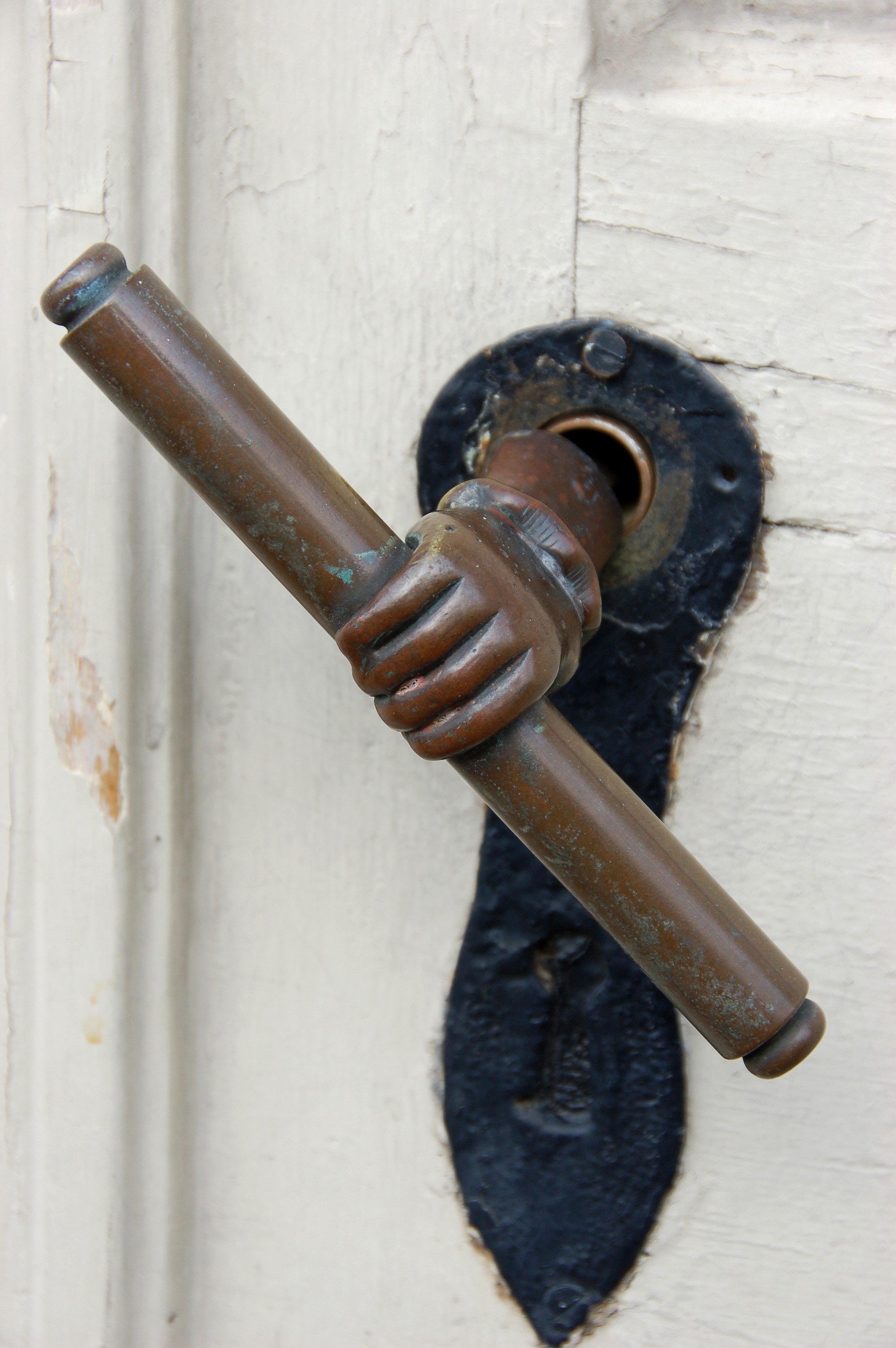
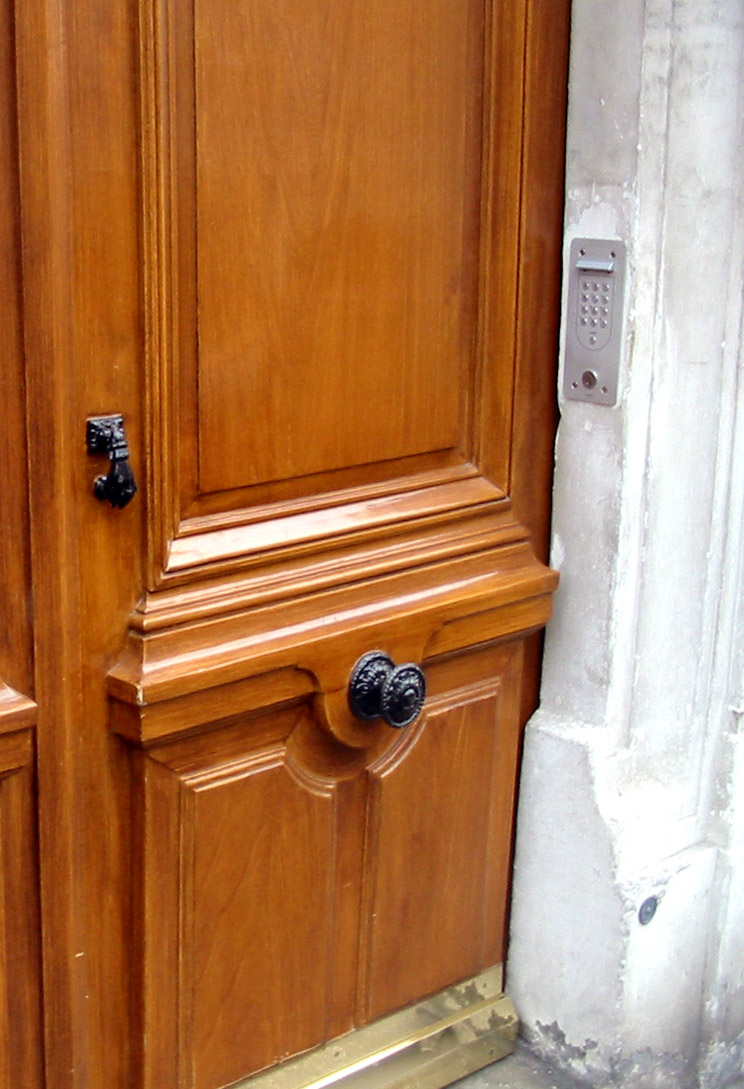
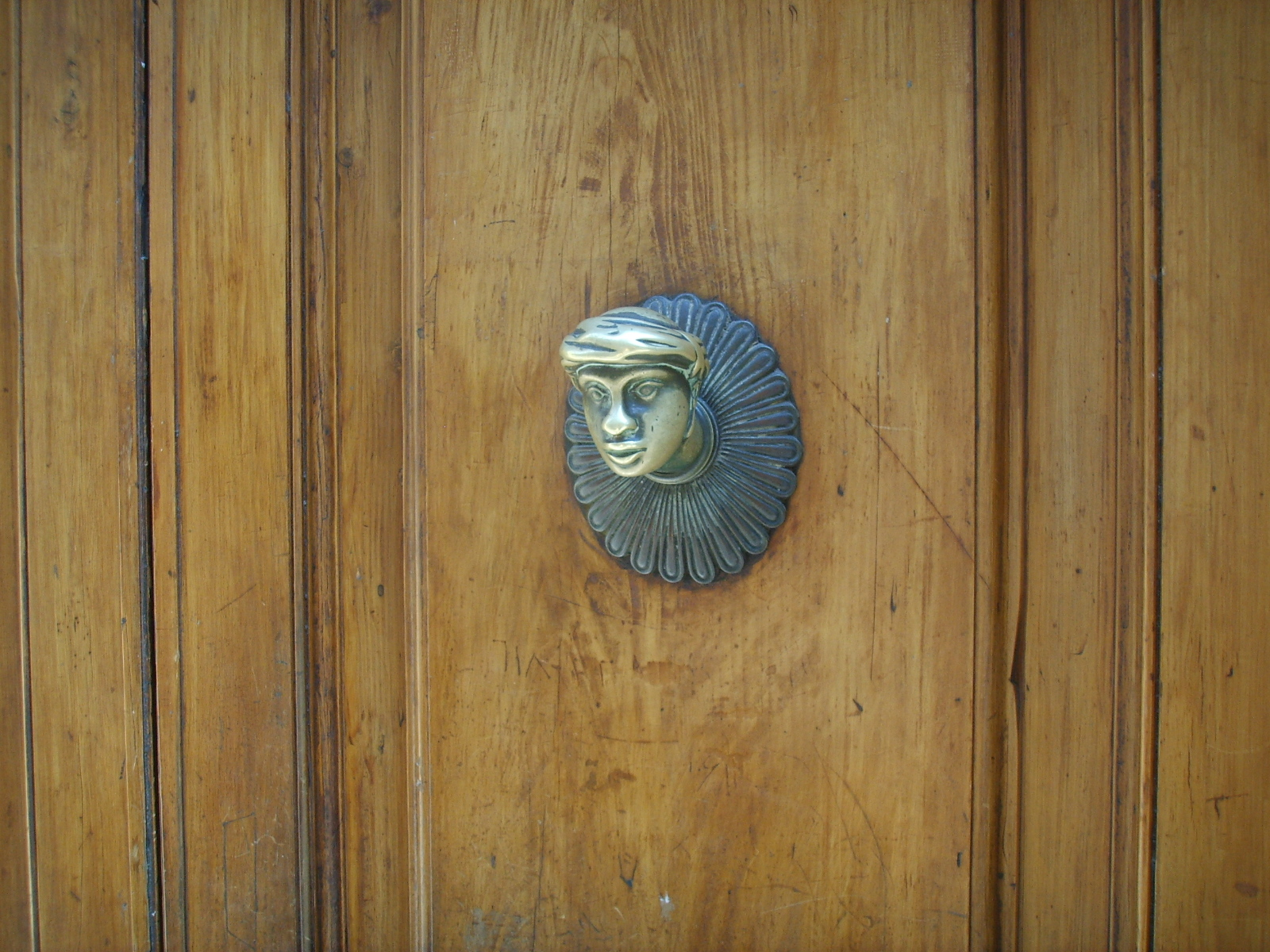
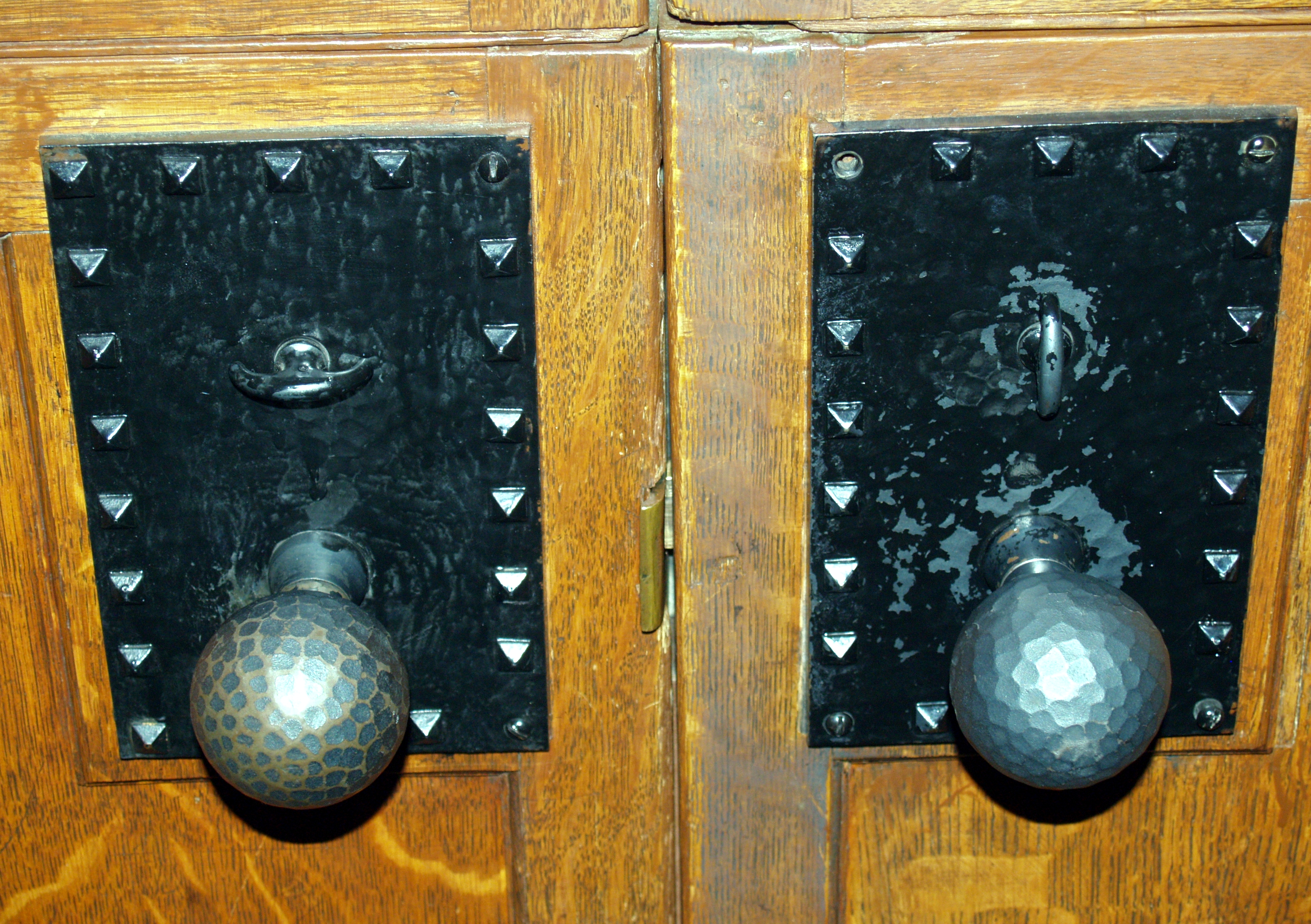
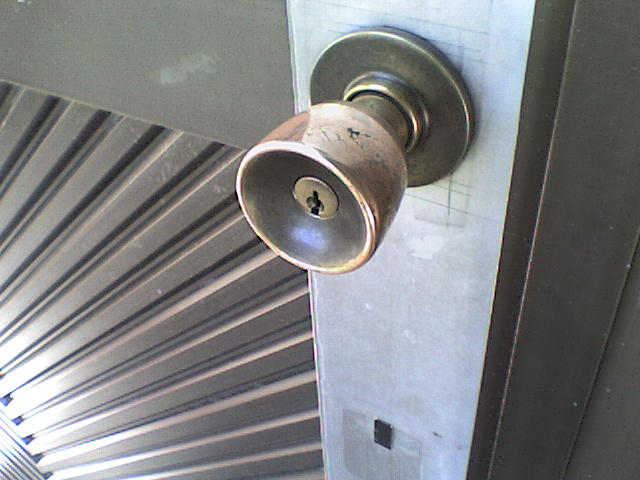
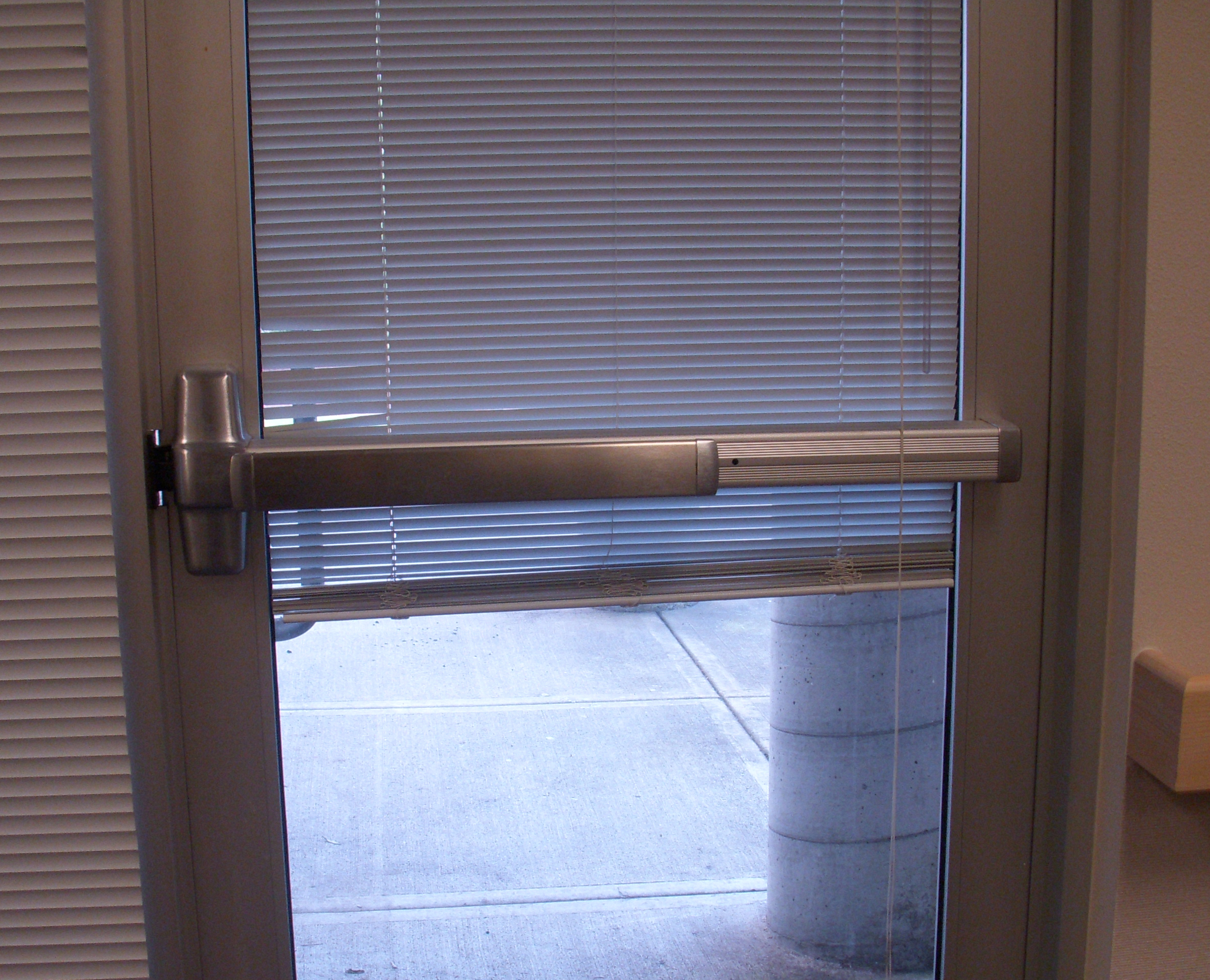
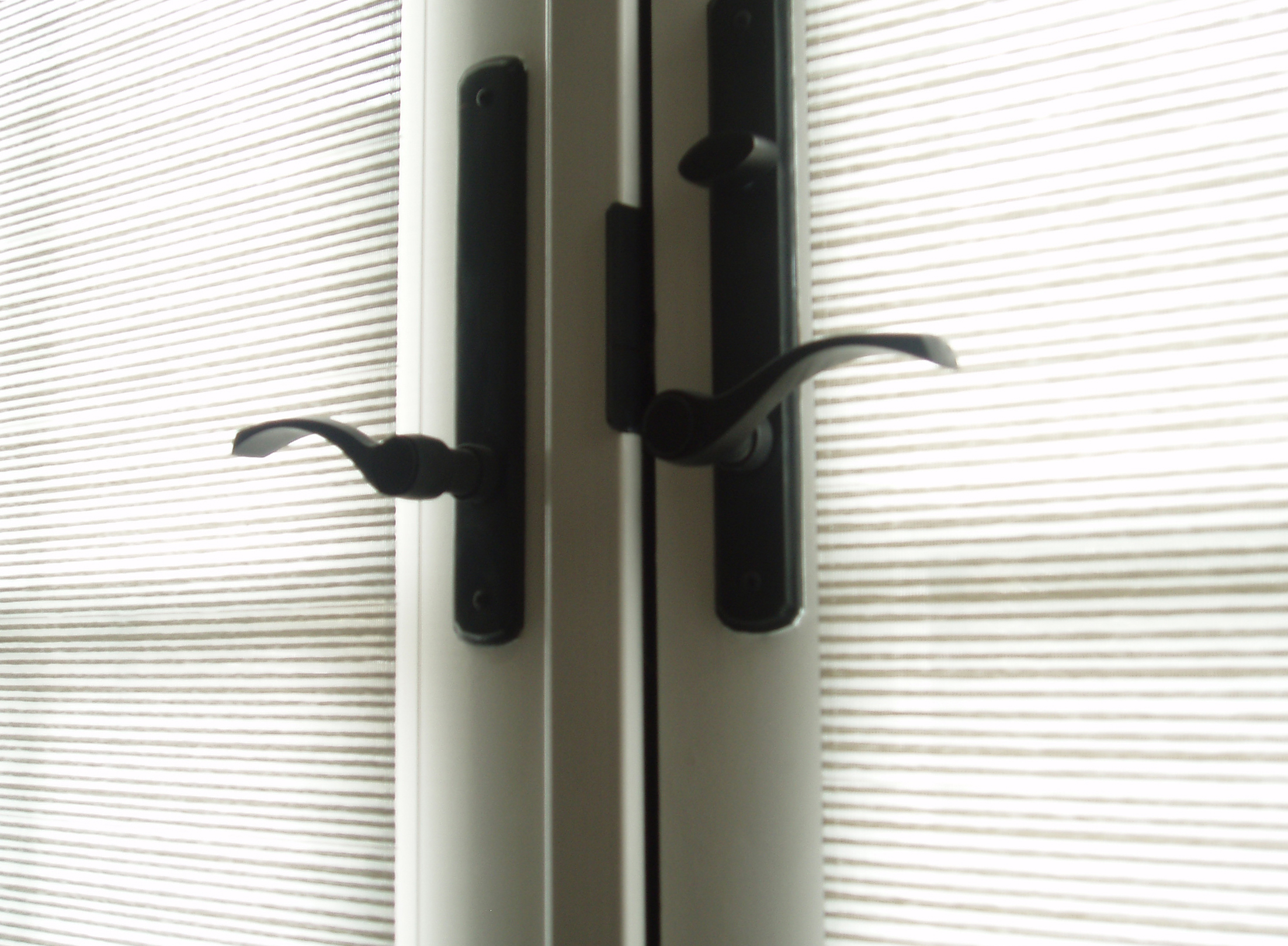
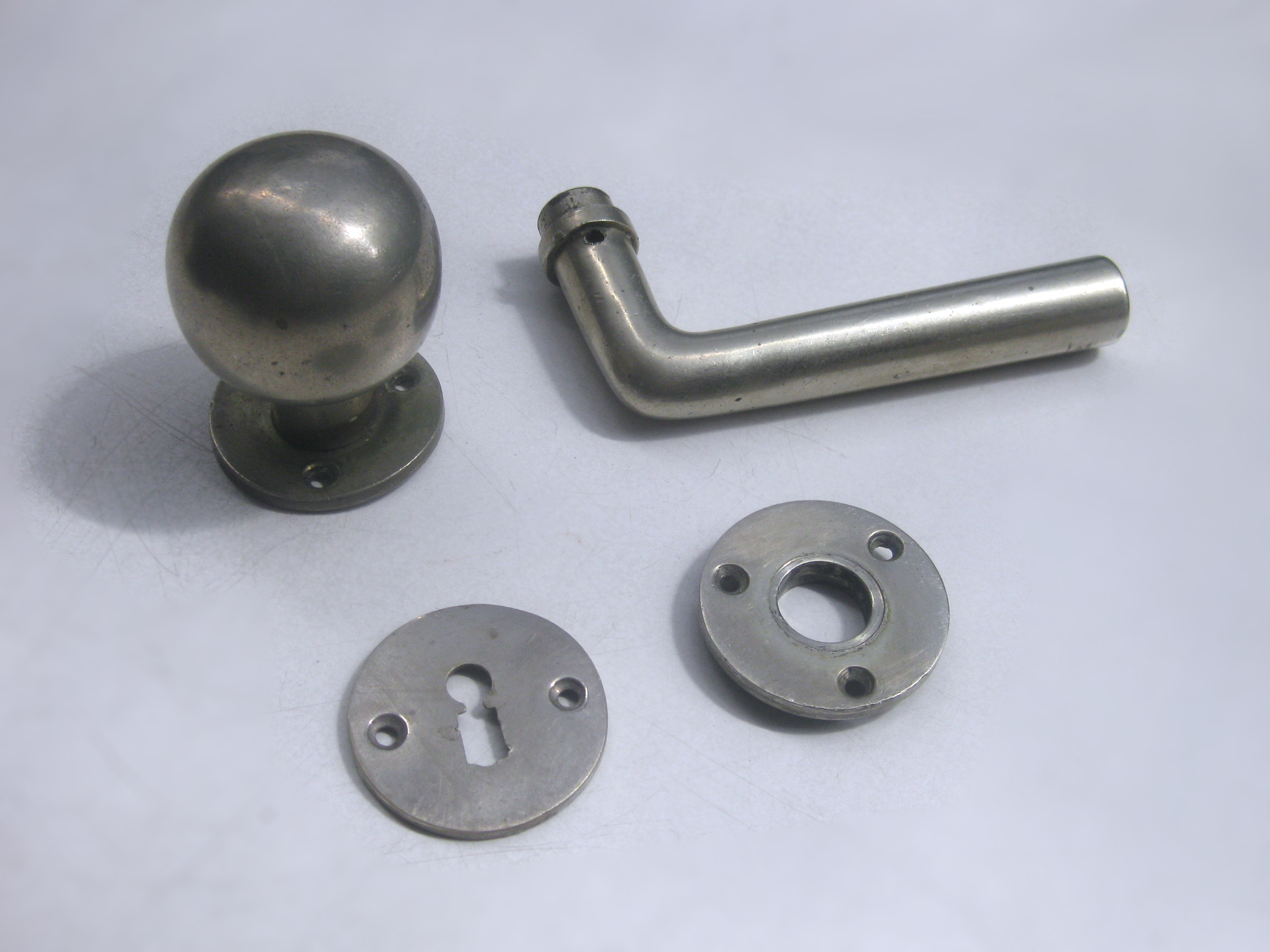
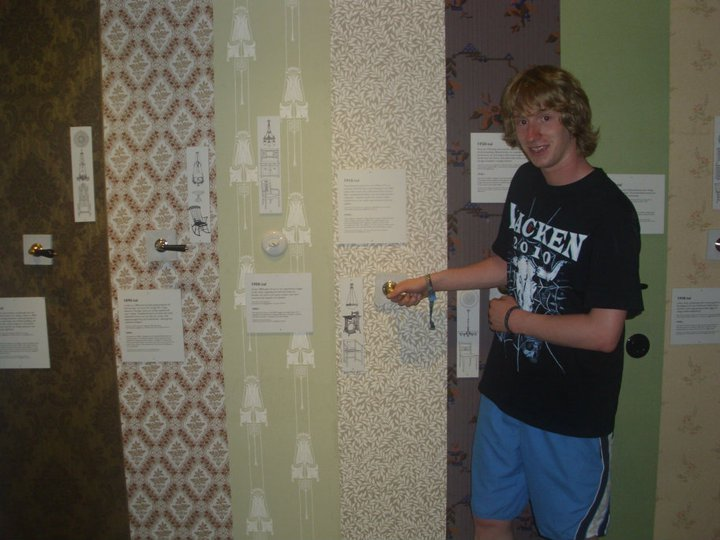